# Соловьёва, Ольга Валерьевна
Ольга Валерьевна Соловьёва (род. Москва) — российская пианистка, педагог. Трёхкратный лауреат 1-й степени Международной Премии за лучшую аудиозапись произведений российской академической музыки «Чистый звук». Лауреат Премии имени Бориса Чайковского. Лауреат всероссийского и международных конкурсов, дипломант международных конкурсов.

## Биография
Ольга Соловьёва родилась в Москве. По информации официального сайта пианистки, среди её предков не было профессиональных музыкантов, кроме двоюродной бабушки — Натальи (Анастасии) Михайловны Куртенер, оперной певицы (сопрано), солистки Новосибирского театра оперы и балета, Заслуженной артистки РСФСР.
Ольга окончила Российскую Академию музыки им. Гнесиных по классу фортепиано профессора Алексея Григорьевича Скавронского. Ассистентуру-стажировку в РАМ им. Гнесиных проходила к классе камерного ансамбля профессора Леонида Кононовича Блока. Также брала уроки у профессора Льва Николаевича Наумова и у Риммы Александровны Диевой.
С 2004 г. — преподаватель отдела специального фортепиано в Государственном музыкальном училище имени Гнесиных (преподаваемые дисциплины: камерный ансамбль, фортепианный дуэт, концертмейстерский класс). Периодически даёт мастер-классы в России и за рубежом (Бельгия, Ирландия).
В 2015 г. была членом жюри IX Московского открытого фестиваля имени А. К. Лядова, а в 2008 г. — ответственным секретарем жюри IV Открытого юношеского конкурса-фестиваля пианистов и скрипачей имени Гнесиных.

## Награды, достижения и признание
В 1999 году в составе камерного ансамбля получила III Премию на Втором Всероссийском открытом национальном конкурсе камерных ансамблей им. С. И. Танеева. В 2000 году в составе дуэта стала финалистом XX Международного конкурса камерных ансамблей в г. Трапани (Италия). В 2002 году на XII Международном конкурсе им. П. И. Чайковского получила специальный приз и диплом «Лучший концертмейстер» (в разделе «виолончель»). В 2010 г. стала лауреатом Премии имени Бориса Чайковского за исполнение и запись сольных, камерных, вокальных и оркестровых произведений этого композитора.
В мае-июне 2019 г. получила серебряную медаль на международном конкурсе Global Music Awards (в номинациях «дуэт» и «альбом», за диск с русской музыкой 19 века для виолончели) и была награждена общественной медалью «За вклад в развитие музыкального искусства» имени М. И. Глинки.
В октябре 2019 была трижды объявлена лауреатом I степени первой Международной Премии за лучшую аудиозапись произведений российской академической музыки «Чистый звук». Этих наград Ольга была удостоена за осуществлённые аудиозаписи сочинений Б. А. Чайковского (вместе с Гайком Казазяном и Кристофером Марвудом, номинация «Камерная инструментальная музыка. Ансамбль»), Н. Я. Мясковского (вместе с Ильёй Кузьминым, номинация «Камерная вокальная музыка») и А. В. Станчинского (номинация «Камерная инструментальная музыка. Соло»). Кроме того, Ольга получила Диплом Лауреата II степени за аудиозапись сочинений В. Я. Шебалина (вместе с Сергеем Костылевым, номинация «Камерная инструментальная музыка. Ансамбль»).
В апреле 2020 г. стала обладателем Первой премии на Международном конкурсе Grand Prize Virtuoso Paris, а также получила серебряную медаль на международном конкурсе Global Music Awards (в номинациях «альбом» и «инструменталист», за диск с музыкой А. В. Станчинского).
Рецензии на выступления и компакт-диски Ольги Соловьёвой представлены в таких авторитетных журналах, как American Record Guide, BBC Music Magazine, Gramophone, Fanfare, The Strad, Das Orchester, Opus, Tempo, Ensemble Magazin für Kammermusik, Pizzicato, International Record Review, «Музыкальный журнал», «Piano Форум» (№ 1, 2017), в газетах The Guardian, Irish Examiner, «Российский музыкант», а также на популярных Интернет-порталах и сайтах MusicWeb International, ClassicFM, Music&Vision, в радио-программах, включая «Радио России», Kulturradio (Германия) и др.
Компакт-диск с сочинениями Б. А. Чайковского, записанный Ольгой Соловьёвой вместе в Кристофером Марвудом и Гайком Казазяном, в ноябре 2018 года был номинирован на Международную Премию International Classical Music Awards (ICMA). Ещё один диск с музыкой того же композитора (камерные и вокальные сочинения) журнал International Record Review отметил знаком «outstanding» («выдающийся»).
Диск с русской музыкой 19 века для виолончели, записанный Ольгой вместе с Дмитрием Хрычёвым, был назван в числе «дисков недели» знаменитым британским обозревателем Дэвидом Мэллором.
Ольга Соловьёва имеет Благодарности Департамента Смоленской области по культуре (за подготовку и участие в концертах памяти А. В. Станчинского, 2019 г.), Комитета культуры и туризма города Боровичи (Новгородская область) за большой вклад в развитие культуры Боровичского муниципального района (2017).

## Творческая деятельность
Ольга Соловьёва с 2004 г. активно участвует в проектах аудиозаписей сочинений русских композиторов, и за прошедшее время она записала около двадцати компакт-дисков, которые были выпущены в США, Германии, Великобритании, России, Нидерландах, Швейцарии, Дании, Бразилии на известных лейблах: Naxos, Grand Piano, Toccata Classics, Albany Records, Northern Flowers, Brilliant Classics и др. На этих дисках представлены записи сольных, камерных, вокальных и оркестровых сочинений таких композиторов, как А. К. Лядов (в том числе, первое в мире полное собрание фортепианных пьес), С. И. Танеев, С. В. Рахманинов, А. В. Станчинский  (первое в мире полное собрание фортепианных пьес), Н.Я. Мясковский, В. Я. Шебалин, Г. Г. Галынин, Б. А. Чайковский, а также виолончельной музыки русских композиторов 19 века (П. И. Чайковский, К. Н. Лядов, К. Ю. Давыдов, А. С. Аренский, Н. А. Римский-Корсаков). Многие сочинения этих композиторов именно Ольгой Соловьёвой были записаны впервые в мире (имеют статус «World Premier Recording»).
Концертные записи выступлений и студийные записи Ольги Соловьёвой транслировались по радио в России («Радио России», «Голос России», «Орфей»), Ирландии, Бельгии, Бразилии.
Ольга участвовала во многих международных фестивалях в России и других странах: Piano Rarities Festival в г. Хузум (Германия, 2011 г.), West Cork Chamber Music Festival в г. Бантри (Ирландия, 2010—2012 гг.), Фестиваль русской камерной музыки в г. Гент (Бельгия, 2006—2007 гг.), Festival der Voorkempen в г. Схильда (Бельгия, 2009 и 2012 гг.), St. Barrahane Church Festival (Ирландия, 2012), Фестиваль «Северные Цветы» в г. Санкт-Петербург (Россия, 2011 г.), Российско-ирландский фестиваль «От Джона Фильда до наших дней» в г. Москва (Россия, 2012—2013 гг.), 26-й, 27-й, 29-й и 32-й Фестивали искусств им. А. К. Лядова в г. Боровичи (Россия, 2015—2016, 2018, 2021 г.); дала множество концертов в городах России: в Москве, Санкт-Петербурге, Смоленске, Воронеже, Твери (включая филармонические залы в этих городах), в  Боровичах, Александрове и др., а также за рубежом (Бельгия, Ирландия, Франция, Литва, Бразилия и др.). Ольга Соловьёва выступала в таких престижных залах, как Sala Sao Paulo (зал на 1500 мест в г. Сан-Паулу, Бразилия), Московский Кремль, Московская консерватория, Малый зал Санкт-Петербургской филармонии, Шереметевский Дворец (г. Санкт-Петербург) и др.
Среди партнеров, с которыми О. Соловьёва выступала в камерных ансамблях — такие знаменитые коллективы и солисты, как: Квартет Радио ТВ Ирландии The Vanbrugh Quartet (Ирландия), Auryn Quartet (Германия), Вильнюсский Струнный Квартет (Литва), виолончелисты Кристофер Марвуд (Ирландия), Рул Дильтинс (Бельгия), Народный Артист России Александр Рудин, Дмитрий Хрычёв, скрипачи Гайк Казазян (лауреат 3-й Премии Международного Конкурса им. П. И. Чайковского), Сергей Костылев, заслуженная артистка России Наталья Ковалевская, Тай Мюррей (США), Фанни Кламажиран (Франция), валторнисты заслуженный артист России Леонид Вознесенский и Эрве Жулэн (Франция), фаготист Петер Уилан (Великобритания), кларнетист Джулиан Блисс (Великобритания), флейтист Уильям Доудолл (Ирландия), гобоист Иван Подъёмов, вокалисты Екатерина Семёнова (солистка Камерной сцены Большого театра России), Людмила Шкиртиль, солисты Государственного академического симфонического оркестра России им. Е. Ф. Светланова и Большого Симфонического оркестра им. П. И. Чайковского.
Выступала с такими известными дирижёрами, как Александр Рудин, Тимур Мынбаев, Вагнер Полистчук (Бразилия), с оркестрами — Камерным Оркестром Musica Viva, оркестром OSUSP (Бразилия) и др.
Участвовала в качестве редактора-составителя (а также соавтора предисловия и комментариев) книги О. А. Корсакевич «Книга о Лядове» (М., издательство «Композитор», 2017).

## Дискография
- Русская музыка 19-го века для виолончели (П. И. Чайковский, К. Н. Лядов, К. Ю. Давыдов, А. С. Аренский, Н. А. Римский-Корсаков) (Naxos 8.573951, Германия)[66]
- А. К. Лядов: Полное собрание фортепианных сочинений [4 тома, записи 2005-2016 г.г.]: тома 1-2 (Northern Flowers, NF/PMA 99106/107, Россия)[54]; тома 3-4 (Northern Flowers, NF/PMA 99113/114, Россия-Великобритания)[52]
- А. К. Лядов: Пьесы для фортепиано [записи 2021 года] (диск "Фортепианная музыка династии Лядовых", Grand Piano GP858, Германия)[55]
- С. И. Танеев: Соната для скрипки и фортепиано, пьесы для фортепиано (Naxos, 8.557804, Германия)[56]
- С. В. Рахманинов: Концерт № 2 для фортепиано с оркестром (OSUSP 005/2013 AA 3000, Бразилия)[57]
- А. В. Станчинский. Полное собрание фортепианных сочинений (в двух томах): том 1 (Grand Piano GP766, Германия)[59], том 2 (Grand Piano GP842, Германия)[58]
- Н. Я. Мясковский: Вокальная музыка, том 1; Соната для скрипки и фортепиано (Toccata Classics, TOCC0355, Великобритания)[60]
- Н. Я. Мясковский: Вокальная музыка, том 2 (Полное собрание романсов и песен для баритона) (Toccata Classics, TOCC0667, Великобритания)[103]
- В. Я. Шебалин: Полное собрание сочинений для скрипки и фортепиано (Toccata Classics, TOCC0327, Великобритания)[61]
- Г. Г. Галынин: Сонатная триада, сюита для фортепиано, пьесы для фортепиано (Toccata Classics, TOCC0076, Великобритания)[21]
- Б. А. Чайковский: Трио для фортепиано, скрипки и виолончели, Соната для виолончели и фортепиано (Naxos 8.573783, Германия)[65]
- Б. А. Чайковский: Соната для двух фортепиано, Соната для скрипки и фортепиано (Grand Piano GP716, Германия)[49]
- Б. А. Чайковский: Квинтет для фортепиано, двух скрипок, альта и виолончели (Naxos 8.573207, Германия)[62]
- Б. А. Чайковский: Сонатина для фортепиано (Danacord, DACOCD 719, Дания)[104]
- Б. А. Чайковский: Вокальные циклы (на стихи А. Пушкина, М. Лермонтова, И. Бродского), две пьесы для балалайки и фортепиано (Toccata Classics TOCC0046, Великобритания)[63]
- Б. А. Чайковский: Концерт для фортепиано с оркестром (Naxos, 8557727, Германия[64]; переиздание: Brilliant Classics, 95520BR, Нидерланды[53])
- Б. А. Чайковский: Фортепианные сонаты (№ 1, № 2), пьесы для фортепиано (Albany Records, TROY749, США)[51]

На обложках дисков и в англоязычных буклетах указана как: «Olga Solovieva, piano»